# Modul factor
În algebră, fiind date un modul⁠(d) și un submodul, se poate construi modulul factor al acestora. Această construcție, descrisă mai jos, este foarte asemănătoare cu cea a unui spațiu factor⁠(d) vectorial. Diferă de construcțiile factor analoage ale inelelor și grupurilor prin faptul că în aceste cazuri subspațiul⁠(d) care este utilizat pentru definirea factorului nu este de aceeași natură cu spațiul ambiental (adică un inel factor este câtul unui inel printr-un ideal, nu printr-un subinel, iar un grup factor este câtul unui grup printr-un subgrup normal, nu printr-un subgrup general). 
Fiind dat un modul A peste un inel R și un submodul B al lui A, spațiul factor⁠(d) A/B este definit de relația de echivalență
{\displaystyle a\sim b\quad } dacă și numai dacă {\displaystyle \quad b-a\in B,}
pentru orice a, b din A. Elementele lui A/B sunt clasele de echivalență⁠(d) {\displaystyle [a]=a+B=\{a+b:b\in B\}.} Funcția {\displaystyle \pi :A\to A/B} care trimite a din A cu clasa sa de echivalență a + B se numește aplicația factor sau aplicația de proiecție și este un homomorfism de module⁠(d).
Adunarea pe A/B este definită pentru două clase de echivalență drept clasa de echivalență a sumei a doi reprezentanți din aceste clase. Și înmulțirea scalară a elementelor lui A/B cu elementele lui R este definită similar. De reținut că trebuie arătat că aceste operații sunt bine definite. Atunci A/B devine în sine un R-modul, numit modul factor. În simboluri, pentru orice a, b din A și r din R:
{\displaystyle {\begin{aligned}&(a+B)+(b+B):=(a+b)+B,\\&r\cdot (a+B):=(r\cdot a)+B.\end{aligned}}}

## Exemple
Fie inelul de polinoame⁠(d), {\displaystyle \mathbb {R} [X]} cu coeficienți reali și {\displaystyle \mathbb {R} [X]{\text{-modulul}}} {\displaystyle A=\mathbb {R} [X],} . Fie submodulul
{\displaystyle B=(X^{2}+1)\mathbb {R} [X]}
al lui A, adică submodulul tuturor polinoamelor divizibile cu {\displaystyle X^{2}+1}. Rezultă că relația de echivalență determinată de acest modul va fi
{\displaystyle P(X)\sim Q(X)\,} dacă și numai dacă {\displaystyle P(X)} și {\displaystyle Q(X)} dau același rest la împărțirea cu {\displaystyle X^{2}+1.}
Prin urmare, în modulul factor {\displaystyle A/B,} {\displaystyle X^{2}+1} este la fel ca 0; astfel încât se poate privi {\displaystyle A/B} așa cum este obținut din {\displaystyle \mathbb {R} [X]} punând {\displaystyle X^{2}+1=0.} Acest modul factor este izomorf în numerele complexe {\displaystyle \mathbb {C} ,} privit ca un modul peste numerele reale {\displaystyle \mathbb {R} .}